# Кравченко, Владимир Леонидович
Владимир Леонидович Кравченко (9 июля 1968, Караганда, Казахская ССР, СССР) — советский и казахстанский футболист и мини-футболист, нападающий, тренер.

## Биография
Владимир Кравченко родился 9 июля 1968 года в городе Караганда.
Учился в карагандинской школе № 83 в спортивном классе, занимался лёгкой атлетикой. Заниматься футболом начал в 15 лет.
Окончил факультет физической культуры и спорта Карагандинского госуниверситета имени академика Е. А. Букетова.
Играл на позиции нападающего. Дебютировал во взрослом футболе в 1985 году, выступая за «Шахтёр» из Караганды. Кравченко провёл 6 матчей в союзной второй лиге. В сезоне-86 также входил в заявку горняков, но ни разу не вышел на поле.
Прервал карьеры из-за армейской службы. Служил в учебно-танковых войсках на Украине, получил звание сержанта. Заканчивал службу в Калининграде.
В 1989 году играл на уровне КФК за «Булат» из Темиртау, забив за сезон 11 мячей.
В сезоне-90 вновь присоединился к «Шахтёру» и стал игроком основного состава. В 1992—1993 годах играл в составе карагандинцев уже в чемпионате независимого Казахстана, забив за два сезона 26 мячей.
В 1994 году перебрался в «Актюбинец», но по ходу сезона опять стал игроком «Булата». В его составе в 1995 году Кравченко выдал самый результативный сезон — забил 17 мячей в чемпионате, заняв 4-е место в списке бомбардиров. 15 августа 1995 года установил рекорд результативности чемпионата Казахстана, забив 6 мячей в ворота «Мунайши» из Актау.
В 1996 году снова играл за «Шахтёр» из Караганды, затем вошёл в заявку «Астаны», в составе которой не провёл ни одного матча. В 1997 году играл за карагандинский РГШО. Завершил игровую карьеру в сезоне-98 в степногорском «Химике» после серьёзной травмы.
Всего в течение карьеры Кравченко провёл в чемпионате Казахстана 185 матчей, забил 58 мячей.
В дальнейшем играл в чемпионате Карагандинской области, а также за «Калкан» из Алма-Аты в чемпионате Казахстана по мини-футболу.
Был старшим тренером мини-футбольного «Тулпара» из Караганды, с которым неоднократно выигрывал серебро чемпионата страны и побеждал в Кубке Казахстана.
C 2018 является руководителем и старшим тренером детско-юношеской футбольной школы «Сайран» в городе Астана.